# Під стукіт коліс
«Під стукіт коліс» — радянський чорно-білий художній фільм 1958 року режисера Михайла Єршова, знятий за оповіданнями Юрія Нагібіна «В школу» і «Любов».

## Сюжет
Студент Єгор, що приїжджав до рідного села, сівши в поїзд до Ленінграда, згадує під стукіт коліс. Він з дитинства дружив з сусідською дівчинкою Настею, ще школярем пішов підручним до коваля діда Іллі, і, мріючи будувати кораблі, поїхав вступати до Ленінградського кораблебудівного інституту. Проваливши іспит, він не повернувся додому — на Балтійському вокзалі завадив злодіям вкрасти валізу однієї пасажирки, за що був ними побитий, потрапив до міліції, але за допомогою сержанта міліції, що повірив хлопцеві, пішов на роботу на Балтійський завод. Через рік все ж був прийнятий в інститут. Але за рік він, хоча і постійно писав листи Насті, не отримав від неї жодної відповіді. Настя після школи стала працювати в місцевому Будинку відпочинку, зв'язавшись з колгоспним культоргом, який її кинув з відпочиваючими. Бачачи, що Настя заплуталася в житті, Єгор хоче як у дитинстві — взяти її за руку і відвести від біди, але вони сваряться. У поїзді він звинувачує себе — що виїхавши тоді, кинув Настю, і тепер не знайшов потрібних слів. Відчуваючи, що він відповідає за долю Насті, Єгор вистрибує на ходу з вагона й по шпалах повертається в село.

## У ролях
- Ія Арепіна —  Настя
- Павло Кашлаков —  Єгор
- Алла Фірсова —  Настя в дитинстві
- Віктор Адєєв —  Єгор в дитинстві
- Іван Селянін —  Степан Рєдкін, батько Насті
- Герман Хованов —  Петро Поздняков, батько Єгора
- Галина Інютіна —  Позднякова, мати Єгора
- Ігор Дмитрієв —  Василь Ковальський, культпрацівник в будинку відпочинку
- Валентина Романова — мати Насті
- Аркадій Трусов —  дядько Ілля, коваль
- Лілія Гурова —  Поліна, подруга Насті
- Михайло Дубрава —  міліціонер
- Олексій Павлов —  міліціонер
- Лідія Расстрігіна — епізод
- Олександр Массарський — епізод
- Олександра Тришко — пасажирка
- Микола Гаврилов — пасажир

## Знімальна група
- Режисер — Михайло Єршов
- Сценарист — Юрій Нагібін
- Оператор — Дмитро Месхієв
- Композитор — Олег Каравайчук
- Художник — Олексій Федотов